# Valençay
Valençay település Franciaországban, Indre megyében. Lakosainak száma 2239 fő (2022. január 1.). Valençay Fontguenand, Poulaines, Val-Fouzon, Veuil, Vicq-sur-Nahon, Villentrois-Faverolles-en-Berry és Villentrois községekkel határos.

## Népesség
A település népessége az elmúlt években az alábbi módon változott:
| Lakosok száma | 2754 | 2947 | 2912 | 2641 | 2575 | 2453 | 2367 | 2338 | 2303 | 2239 |
|               | 1968 | 1982 | 1990 | 2006 | 2013 | 2015 | 2017 | 2019 | 2020 | 2022 |